# Gymnopternus mirificus
Gymnopternus mirificus är en tvåvingeart som beskrevs av Axel Leonard Melander 1900. Gymnopternus mirificus ingår i släktet Gymnopternus och familjen styltflugor. Inga underarter finns listade i Catalogue of Life.